# Jô Soares
Jô Soares wł. José Eugênio Soares (ur. 16 stycznia 1938 w Rio de Janeiro, zm. 5 sierpnia 2022 w São Paulo) – brazylijski dziennikarz, prezenter telewizyjny, gospodarz talk-show, autor i muzyk.

## Wczesne życie
Soares urodził się w Rio de Janeiro. Początkowo pełniąc służbę dyplomatyczną, pod wpływem swojego pradziadka, Soares wrócił do Brazylii na lekcje aktorstwa i rozpoczął karierę w Rio de Janeiro w 1958 roku.

## Kariera
Kariera Soaresa rozpoczęła się w TV Rio w 1958 roku, gdzie występował w programach komediowych. W 1970 rozpoczął pracę w Rede Globo. Soares przeniósł się do SBT w 1988 roku, jako gospodarz Jô Soares Onze e Meia, który był emitowany do 1999 roku. W 2000 roku przyjął nowy format swojego programu (bardzo podobny do Davida Lettermana) z powrotem do Rede Globo, który nosił wówczas nazwę Programa do Jô, format działał do 2016 roku.
Pierwsza powieść Jô, O Xangô de Baker Street, została opublikowana w 1995 roku i została przetłumaczona na kilka języków; później został nakręcony w 2001 roku w filmie O Xangô de Baker Street. Wydał różne jazzowe płyty CD. Wyprodukował także wiele sztuk, w tym najnowszą wersję Ryszarda III.

## Życie prywatne
Jô Soares był katolikiem. Wyraził oddanie Rycie z Cascii. Był trzykrotnie żonaty, miał jedno dziecko. Zmarł 5 sierpnia 2022 w São Paulo w wieku 84 lat.